# 小眼亞口魚
小眼亞口魚（學名：Catostomus microps）為輻鰭魚綱鯉形目亞口魚科的其中一種，為溫帶淡水魚，分布於美國加利福尼亞州北部及奧勒岡州南部皮特河支流Ash、Turner和Willow溪流域，體長可達34公分，壽命可達18年，棲息在有岩石等遮蔽物的溪流，以藻類、小型無脊椎動物和有機碎屑為食，生活習性不明。 